# ترافيان
ترافيان (بالإنجليزية: Travian)، لعبة على الشبكة العالمية (الإنترنت) ،ألمانية الإصدار، تم تأسيسها في 2004، ونالت جائزة أفضل لعبة في 2006 أون لاين وبدون تحميل. تلعب اللعبة في دورات تدعى سيرفر، مدة العادي(وهو الأكثر شيوعًا)حوالي 300 يوم، والسريع 100 يوم. يضم السيرفر آلاف اللاعبين، الذين يبدأون في قرية صغيرة، ليحولوها مع الوقت إلى إمبراطوريّة اقتصادية عسكرية.هدف اللعبة هو الوصول إلى ما يسمى معجزة العالم، وبناءها. كما أن الوصول إليها يتطلب جهداً كبيراً.

## هدف اللعبة
هناك 13 أرض فارغة ومخفية في الخريطة الإجمالية ومكانها مجهول ويمكن أن تكون أكثر وتتبع هذه الأراضي لقبائل تسمى قبائل الناتار(NATARS) ولا يمكن تشييد معجزة العالم إلا في إحدى هذه الأراضي بعد أن تقوم باحتلالها بواسطة الزعيم وأول حلف يطور معجزة العالم لمستوى 100 يربح اللعبة وينتهي السيرفر ويعاد لاحقا وعند احتلال أي أرض من الأراضي الثلاثة عشر المختارة تقوم قبائل الناتار بالهجوم على هذه الأرض لمحاولة تدمير معجزة العالم بقوات هائلة وكبيرة. لذا يجب على من بنى المعجزة أن يمتلك قوات دفاعية كبيرة جدا من حلفه والأحلاف المساندة وتستمر عليه الهجمات مع كل مستوى يرفعه من معجزة العالم لتدميرها.
تجدر الإشارة هنا إلا أنه من المستحيل أن يبني لاعب واحد وحده معجزة العالم ويتصدى للناتار ،بل يجب أن يكون هناك حلف قوي جدا يسانده بالقوات الدفاعية والموارد باستمرار.

## الموارد
هناك أربعة موارد هي الطين، الخشب، الحديد والقمح. تشكل هذه الموارد الأربع الركيزة الأساسية لأي عملية تنموية أو عسكرية في القرية. الطين هو أكثر مادة ضرورية للبناء، ولتدريب جنود الاغريق. يعتبر الخشب المادة الأساسية لتدريب الجيوش الجرمانية ومحطمات الأسوار والسكن. الحديد تحتاجه بشكل أساسي لتدريب الجنود الرومان. يعتبر القمح أقل مادة محتاجة للبناء، لكن إنتاجه ينقص كلما زاد عدد السكان والجنود، لذا يجب تطويره باستمرار. يمكن الحصول على الموارد أيضا من خلال النهب والتبادل في السوق. كما أن أفضل طريقة للنمو السريع هو الاهتمام بالموارد أوّلاً.

## القرى
تتكون القرية من منطقتين أساسيتين هما الحقول ومركز القرية.

### الحقول
منها يمكن إنتاج الموارد وهي على النحو التالي:
- 4 حقول خشب
- 4 حقول طين
- 4 حقول حديد
- 6 حقول قمح

يمكن تطويرها للمستوى 10 في القرى الفرعية وللمستوى 20 في العاصمة أو القرية الرئيسية.
وكلما زاد مستوى الحقل زاد معدل إنتاجه في الساعة.
وبعد أن تصبح قريتك قوية تستطيع بناء السكن أو القصر لاحتلال قري من أنواع وحقول اخري.... مثل بعض القري التي تحوي 9 أو 15 حقل قمح.. وغالبا هي مفيدة للجيوش

### مركز القرية
ويحتوي على عدة مبان هي كالتالي:
1. المبنى الرئيسي أقصى مستوى 20 = لتسريع البناء في القرية

السوق أقصى مستوى 20. = لتبادل مواد الخام واستقبالها وارسالها
1. المكتب التجاري أقصى مستوى 20. = لتكبير حمولة التجار
2. نقطة التجمع أقصى مستوى 20. = لارسال الجيوش ولتوجيه المقاليع للاهداف
3. الثكنة أقصى مستوى 20. = لتدريب الجنود وكلما ارتفع المستوى يتم تدريب الجندي اسرع
4. مستودع الأسلحة أقصى مستوى 20. = لتحسين الأسلحة الموجودة مع الجنود
5. الإسطبل أقصى مستوى 20. = لتدريب الفرسان
6. الأكاديمية الحربية أقصى مستوى 20.= لاظهار نوع جديد من الجيش
7. المصانع الحربية أقصى مستوى 20. = لتدريب آلات التدمير مثل المقاليع ومحطمات الأبواب
8. الحجار أقصى مستوى 20. = لزيادة قوة المباني ضد المقاليع (لايبني إلا في العاصمة)
9. ساحة البطولة أقصى مستوى 20. = لتقريب الأماكن البعيده قليلا
10. البلدية أقصى مستوى 20. = لزيادة النقاط الحضاريه لبناء أو احتلال القرى
11. قصر الابطال أقصى مستوى 20. =احتلال واحات
12. قصر أقصى مستوى 20. = لاحتلال القرى أو استعمارها في المستوى 10 و15 و20
13. السكن أقصى مستوى 20. = لاحتلال القرى أو استعمارهافي المستوى 10و20 (ارخص من القصر)
14. السور أقصى مستوى 20. = لحماية المدينة وفي المستوى 20 يصبح الجندي عن قوة 2 جندي
15. المخبأ أقصى مستوى 10. = لحماية الموارد من المهاجمين
16. الصياد للشعب الاغريقي فقط أقصى مستوى 20. = لصنع الأفخاخ والإمساك بالجنود
17. الخزنة أقصى مستوى 20. = لوضع التحف من التتار
18. مخزن حبوب كبير أقصى مستوى 20. = يحمل عدد كبير من القمح ولا ياتي الا في القرية الذي من التتار
19. مخزن كبير أقصى مستوى 20 = يحمل عدد كبير من المواد الخام ولا ياتي الا في القرية الذي من التتار
20. اسطبل كبير أقصى مستوى 20. = لتدريب الفرسان في اسطبلين
21. ثكنة كبيرة أقصى مستوى 20. = لتدريب الجنود في ثكنتين
22. معجزة العالم أقصى مستوى 100. = للفوز بالسيرفر
23. مخزن أقصى مستوى 20. = لتحميل المواد الخام
24. مخزن القمح أقصى مستوى 20. = لتحميل القمح
25. معمل النشارة أقصى مستوى 5. = لزيادة إنتاج الخشب
26. مسبك حديد أقصى مستوى 5. = لزيادة إنتاج الحديد
27. مصنع الطوب أقصى مستوى 5. = لزيادة إنتاج الطين
28. المطاحن أقصى مستوى 5. = لزيادة إنتاج القمح
29. المخابز أقصى مستوى 5. = لزيادة إنتاج القمح

## الواحات
تنتشر أراضي في مختلف أرجاء الخريطة يطلق عليها اسم واحة.
الهدف منها هو زيادة نسبة الإنتاج في قريتك لاحد الموارد .
للاستفادة من هذه الواحات يتوجب على اللاعب أن يحتلها، ولاحتلالها يتوجب تحقيق الشروط التالية:
- 1. أن تكون الواحة في نصف قطر 3 أراضي حول قريتك.
  2. أن توصل قصر الأبطال للمستوى 10(للواحة الأولى) و15 (للواحة الثانية) و 20 (للواحة الثالثة).
  3. القضاء على الوحوش التي تسكنها.

كما تجدر الإشارة هنا إلى أن اللاعب لا يستطيع احتلال أكثر من 3 واحات من القرية الواحدة وتقدر ان تحتل البقيه من القرية الثانية

### أنواع الوحوش
الجرذ
العنكبوت
الأفعى
الخفاش
الخنزير البري
الذئب
الدب
التمساح
النمر
الفيل

## معجزة العالم
غرفة الكنز تظهر عند قرب نهاية اللعبة وبعدها بقليل تظهر قبيلة (الناتار) وتبدأ ملحمة النهاية غرفة الكنز تعمل كخزنة لتحف ترافيان وتحف ترافيان تظهر في البداية عند قبيلة (الناتار) تستطيع ان تحدد من يحتفظ بالتحف من غرفة الكنز المستوى الأول وفي المستوى العاشر تستطيع امتلاك تحف ترافيان عن طريق سرقتها من مالكها. طبعا في البداية تظهر التحف في الواحات وبعد أن يسرقها أحد اللاعبين تستطيع ان تعرف من يحتفظ بها عن طريق غرفة الكنز المستوى الأول لكي تسرق أحد التحف يجب عليك ان تهاجم القرية أو الواحة المالكة للتحفة وتدمر غرفة الكنز ثم ترسل هجوم عادي أخير وسوف تصبح التحفة موجودة في قريتك.... لا تستطيع الاحتفاظ باكثر من تحفة واحدة لكل غرفة كنز طبعا لذلك تحتاج العديد من القرى التحف تقدم زيادة لشي ما.... مثال :
- يوجد تحف تمكنك من بناء المخزن الكبير - يوجد تحف بدونها لا تستطيع بناء (معجزة العالم) - يوجد تحف تقلل استهلاك قواتك من القمح
متطلبات بناء غرفة الكنز
- المبنى الرئيسي المستوى العاشر أو أكثر
- لا يسمح ببناء غرفة الكنز في العاصمة
- لا يسمح بوجود مبنى (معجزة العالم) في نفس القرية لان القرية لها شروط ستجدونها عند شرح المعجزة

ملاحظة : قرية المعجزة جميعها مخازن كبيرة فقط لا غير للقمح والموارد الباقية